# Miguel Vieira
Luís Miguel Vieira Silva (Amarante, Portugal, 8 de octubre de 1990) es un futbolista portugués que juega como defensa. Desde 2022 se encuentra sin equipo.

## Trayectoria
Criado en el Aves, de la Segunda División portuguesa, sus actuaciones llamaron la atención del Futebol Clube Paços de Ferreira, donde pronto se hizo con el mando de la defensa. El central zurdo disputó tres temporadas con “Os Castores” con el que fue indiscutible, acumulando 55 partidos en la Primera portuguesa, sumando cinco goles y dos asistencias.
Al término de la temporada 2017-18, se consumó el descenso del Paços a la segunda portuguesa y en julio de 2018 se comprometió con el C. D. Lugo durante tres campañas y se convirtió en una pieza vital en la defensa en la temporada 2018-19, disputando 34 encuentros en Liga.
En julio de 2019 se comprometió con el Estambul Başakşehir F. K. de la Superliga de Turquía, segundo clasificado de la anterior Liga otomana, lo que le daría acceso a la previa de la Liga de Campeones. El 3 de febrero de 2020 se marchó cedido al Wolfsberger A. C. hasta final de temporada. Al inicio del curso 2020-21 salió nuevamente prestado, en esta ocasión al Waasland-Beveren.

## Clubes
| Club                       | País     | Año       |
| -------------------------- | -------- | --------- |
| A. C. Vila Meã             | Portugal | 2011-2012 |
| S. C. Espinho              | Portugal | 2012-2013 |
| C. D. Aves                 | Portugal | 2013-2015 |
| F. C. Paços de Ferreira    | Portugal | 2015-2018 |
| C. D. Lugo                 | España   | 2018-2019 |
| Estambul Başakşehir F. K.  | Turquía  | 2019-2022 |
| Wolfsberger A. C. (cedido) | Austria  | 2020      |
| Waasland-Beveren (cedido)  | Bélgica  | 2020-2021 |